# 帕薩爾加德
帕薩爾加德（Pasargadae，古波斯語 Pāθra-gadā）， 波斯語: ‎ Pāsārgād)位於今日伊朗城市設拉子西北約90公里（56英里）的地方，為波斯阿契美尼德帝國居魯士大帝在位時的首都，城市之外，也包含居魯士大帝陵墓，兩者均由居魯士大帝下令建造。目前這處遺蹟被聯合國教育、科學及文化組織（UNESCO）列為世界遺產。

## 歷史
帕薩爾加德建於公元前第6世紀，是居魯士大帝阿契美尼德帝國的第一座首都，地點靠近居魯士大帝在公元前550年擊敗米底王國國王阿斯提阿格斯的所在。城市的首都地位到大流士一世（大流士大帝）時被波斯波利斯所取代。
帕薩爾加德的遺跡範圍約有1.6平方公里，包括一個通常被認為是居魯士大帝陵墓的建築、坐落在附近山丘上的托爾斯塔赫特（Toll-e Takht）要塞，與2座皇宮與花園的遺址。這些花園是已知最早的查爾巴（四重花園）的設計（請參考波斯園林）。
居魯士大帝之子，也是的繼位者岡比西斯二世陵墓的遺跡也在托爾斯塔赫特附近被發現，並在2006年受到確定。
編號為R的大門位於宮殿區的東邊緣，是現有最古老的獨立式山門。它可能是位於波斯波利斯的萬國門建築式樣的前身。

## 居魯士二世陵寢

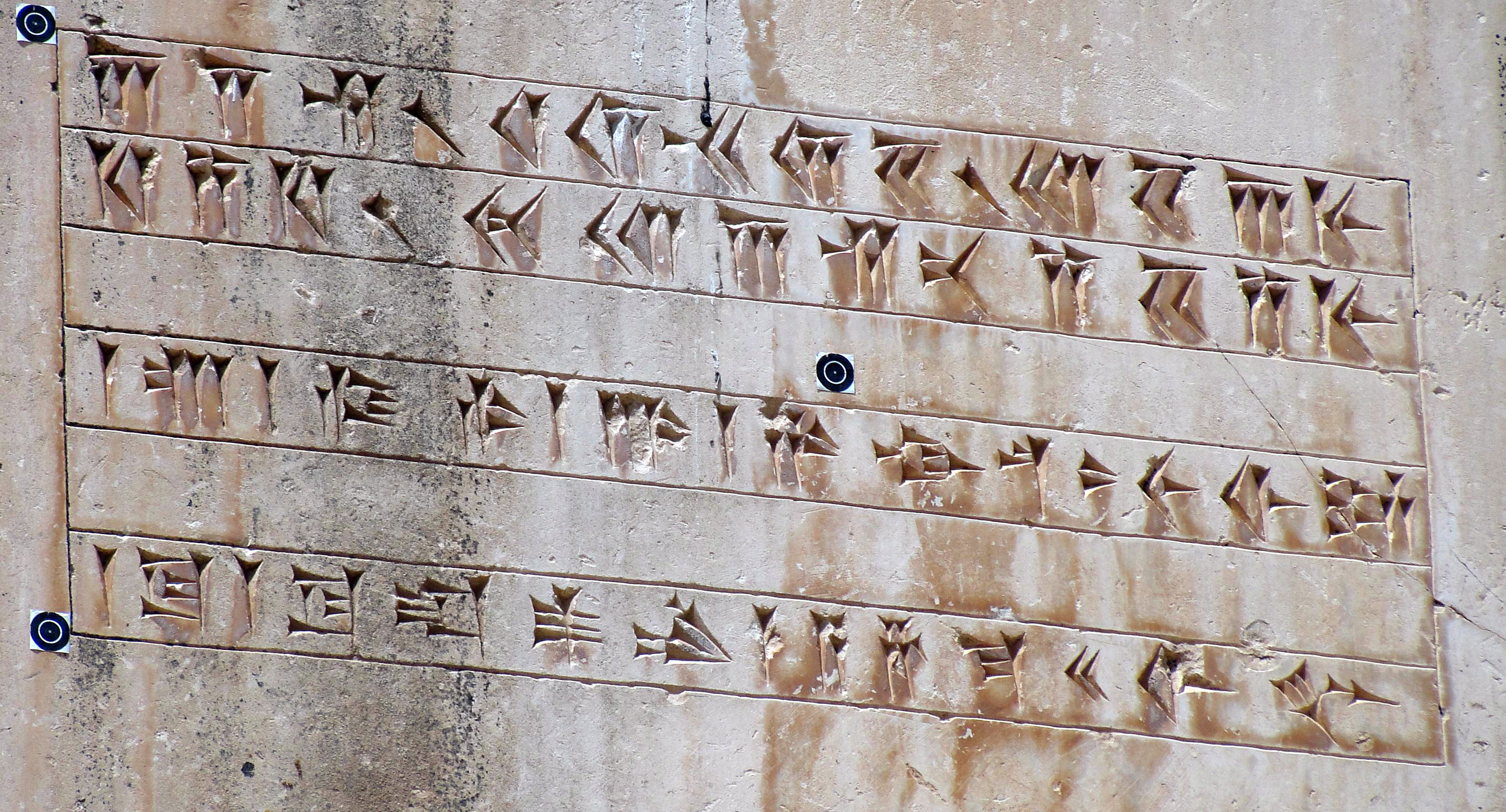
在帕薩爾加德一處柱子上，同時用古波斯語、埃蘭語、和阿卡德語所刻的文字“我是居魯士大帝，阿契美尼德帝國的君主”。

帕薩爾加德當地最重要的紀念性建築物是居魯士大帝的陵墓，由六個寬闊台階引導前往，腔室長3.17米，寬2.11米，高2.11米，入口低而狹窄。雖然沒有確鑿的證據表明這座墳墓為居魯士的陵寢，但幾位希臘歷史學家說亞歷山大大帝相信它是。亞歷山大大帝掠奪並摧毀波斯波利斯的時後，他到居魯士的陵墓參觀。阿里安在公元二世紀的寫作中記載亞歷山大大帝派遣他的戰將之一卡桑最亞的阿里斯托布魯斯進入陵墓之中。他在裡面發現一張金色的床、一張擺著飲水器皿的桌子、一副金棺材、一些鑲有寶石的裝飾品、和墳墓上的銘文。但銘文都沒留存下來，並且人們對於當時銘文確實的寫法也存有相當分歧的說法。 斯特拉波和阿里安說銘文的內容為：
路過的人，我是居魯士，他為波斯人建立一個帝國，他是亞洲之王。

請勿對這座紀念碑有所怨懟。
居魯士陵墓的設計被說是源自美索不達米亞或埃蘭王朝的金字形神塔，但內室的設計應該源自更早時期的烏拉爾圖陵墓。特別是帕薩爾加德陵墓的大小與阿呂亞泰斯的陵墓大小幾乎完全相同，阿呂亞泰斯是呂底亞王朝國王克羅伊斯的父親。但有些人對此說法予以反駁（根據希羅多德的說法，居魯士征服呂底亞的時候並未將克羅伊斯殺害，並讓他成為居魯士的臣子）。墓上的主要裝飾是山牆門上方的玫瑰花結設計。一般而言，在帕薩爾加德發現的藝術和建築是波斯早期各種傳統的混合，囊括埃蘭、巴比倫、亞述帝國、和古埃及的元素，並有些許安納托利亞的影響。

## 考古研究

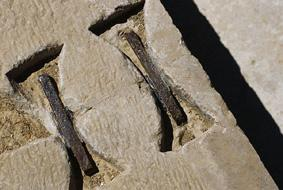
在帕薩爾加德建築用石材上，供加上燕尾卡榫鎖具用的凹槽

帕薩爾加德是阿契美尼德王朝的第一個首都，如今是一片廢墟，距離波斯波利斯有40公里，兩個地方都在伊朗的法爾斯省境內。
帕薩爾加德最早於公元1905年由德國考古學家恩斯特·赫茲菲爾德開始進行考古探索，他的助手恩斯特·克利夫特也曾在1928年參與過發掘的工作。當時的原始文件、筆記本、照片、最初發掘出的壁畫和陶器碎片，自1946年開始就被保存在華盛頓哥倫比亞特區史密森尼學會的弗瑞爾藝廊。在恩斯特·赫茲菲爾德之後，馬爾克·奧萊爾·斯坦因爵士於1934年完成在帕薩爾加達當地發掘工作。1935年，埃里希·施密特為整個建築群拍攝過一系列的空照相片。
1949年至1955年，有由阿里·薩米·設拉子領導的伊朗小組在那裡工作。由大衛·斯特羅納奇領導的英國波斯研究學院小組在1961至1963年間又重新發掘。大約在1960年代，在這個地點被標示為“Pavilion B”的地基附近挖出一個名為帕薩爾加達寶藏（Pasargadae Treasure）的陶質容器。容器內的珍寶可追溯到公元前5至4世紀，其中有華麗的阿契美尼德王朝時期的珠寶，由黃金和珍貴的寶石製成，現存放於伊朗國家博物館和大英博物館之內。有說法提出，在當年亞歷山大大帝與他的軍隊接近時，波斯人便將寶藏埋藏在此，由於後來仍有暴亂持續發生，這批珍寶未能被原埋藏者掘出。
經過一段空檔之後，伊朗文化遺產組織和法國里昂大學東方學院和地中海文學博物館於2000年恢復挖掘。這個建築群是伊朗的重要文化遺址之一，也是旅遊景點。

## 西凡德水壩爭議
以帕薩爾加達附近城鎮西凡德而命名的西凡德水壩曾引起相當多的關注。這個水壩的規劃長達10年，但伊朗的文化遺產、手工藝、旅遊組織並未意識到洪水氾濫的範圍，對於此地會產生的影響。
許多考古學家和伊朗人擔心水壩會因為洪水，而把帕薩爾加德和波斯波利斯的兩處世界遺產給淹沒，但參與工程的科學家說這樣的可能性不大，因為兩個地點都位於水壩計劃的水線以上。而在這兩個地點中，帕薩爾加德被認為被淹沒的風險大於波斯波利斯。專家們認為伊朗在未來做水壩項目的規劃時，對可能會影響到文化財產的風險，應該要提前研究。
考古學家關注的是湖泊導致濕度增加後的影響。所有人都認為由此產生的濕度將加速對帕薩爾加德的破壞，但伊朗能源部的專家認為這種風險可透過控制水庫的水位而降低。
水壩工程在2007年4月19日開始動工，水線的高度受到限制，以防止對遺址造成破壞。

## 相片集錦

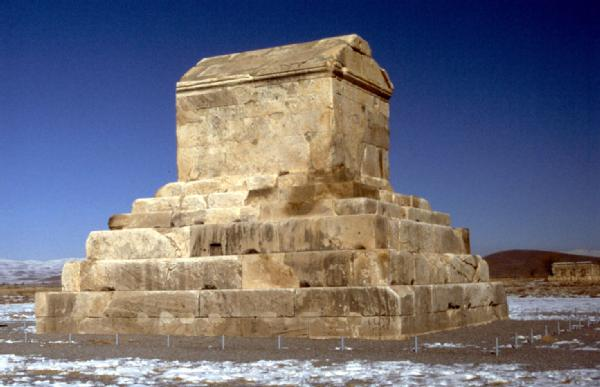
居魯士二世陵墓。
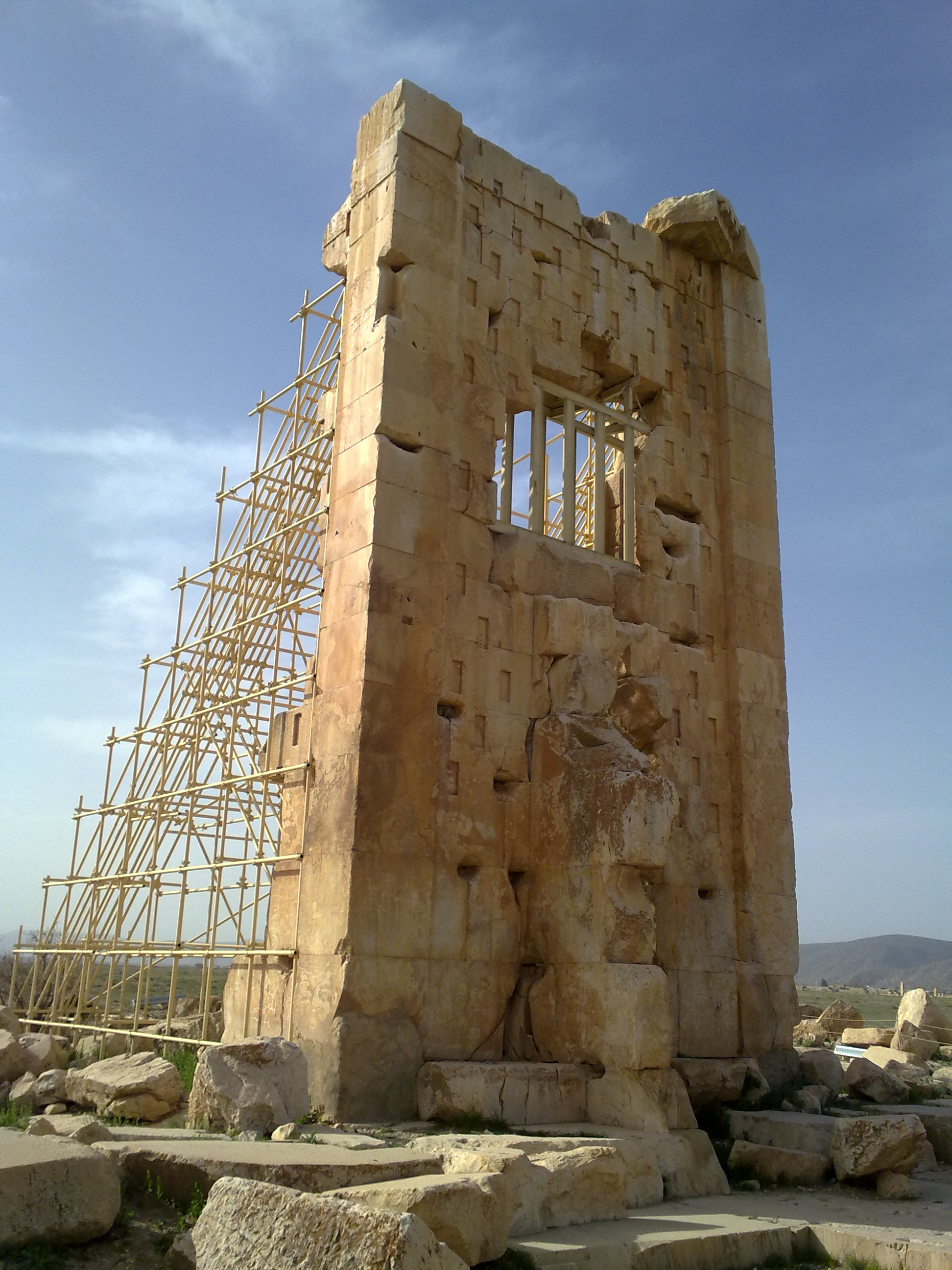
岡比西斯一世陵寢。
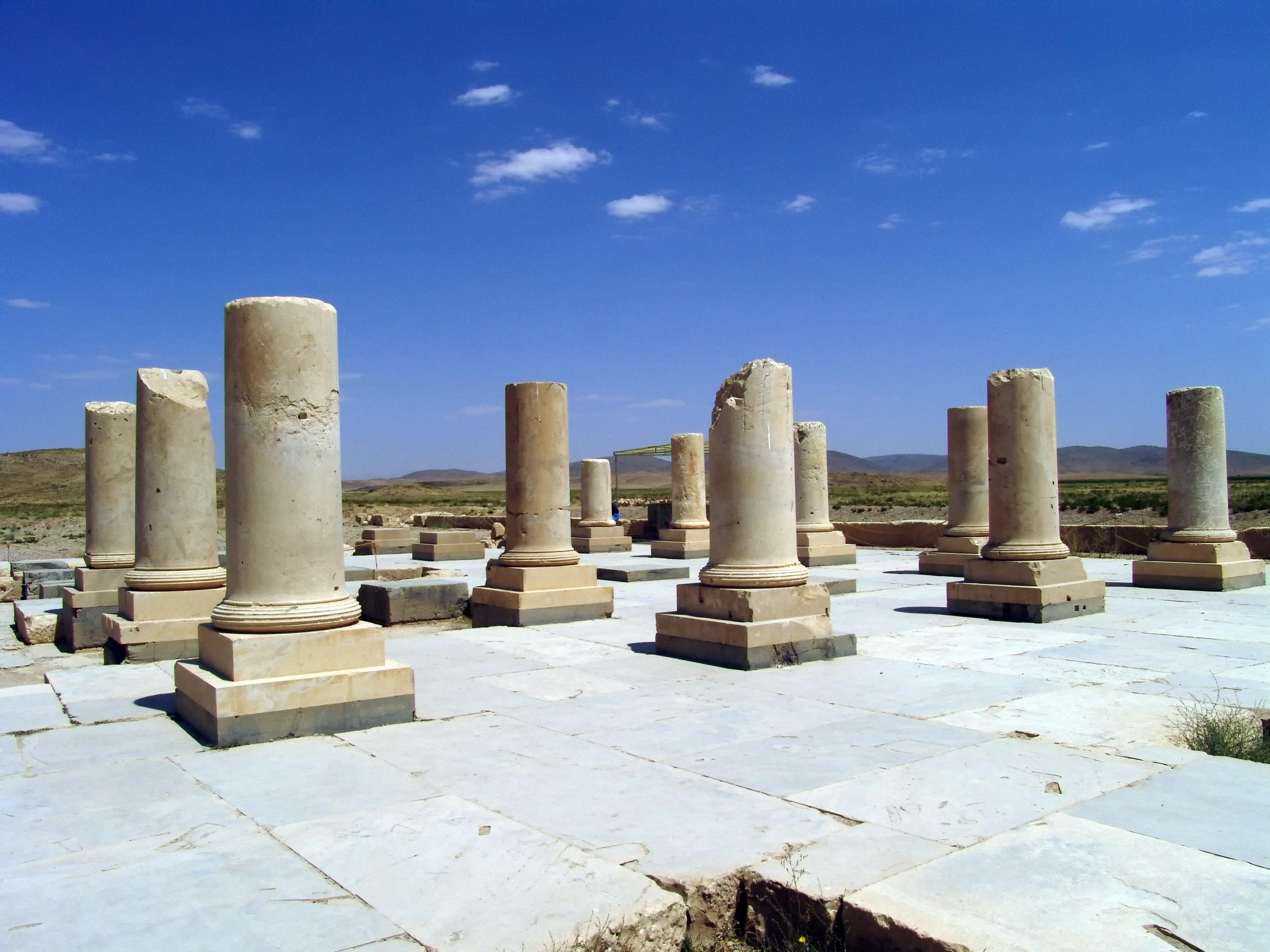
皇族寢宮。
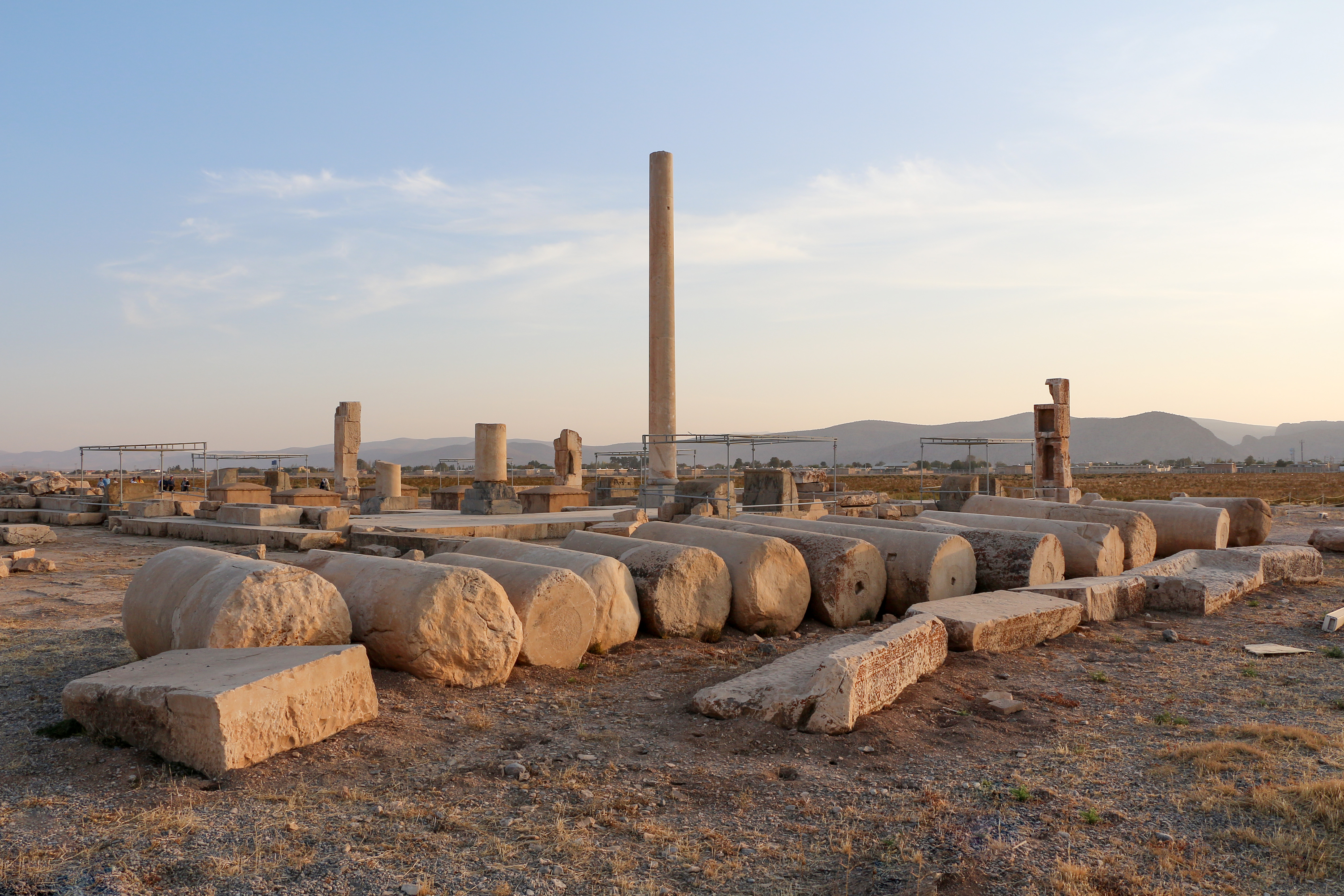
皇帝接見大殿。
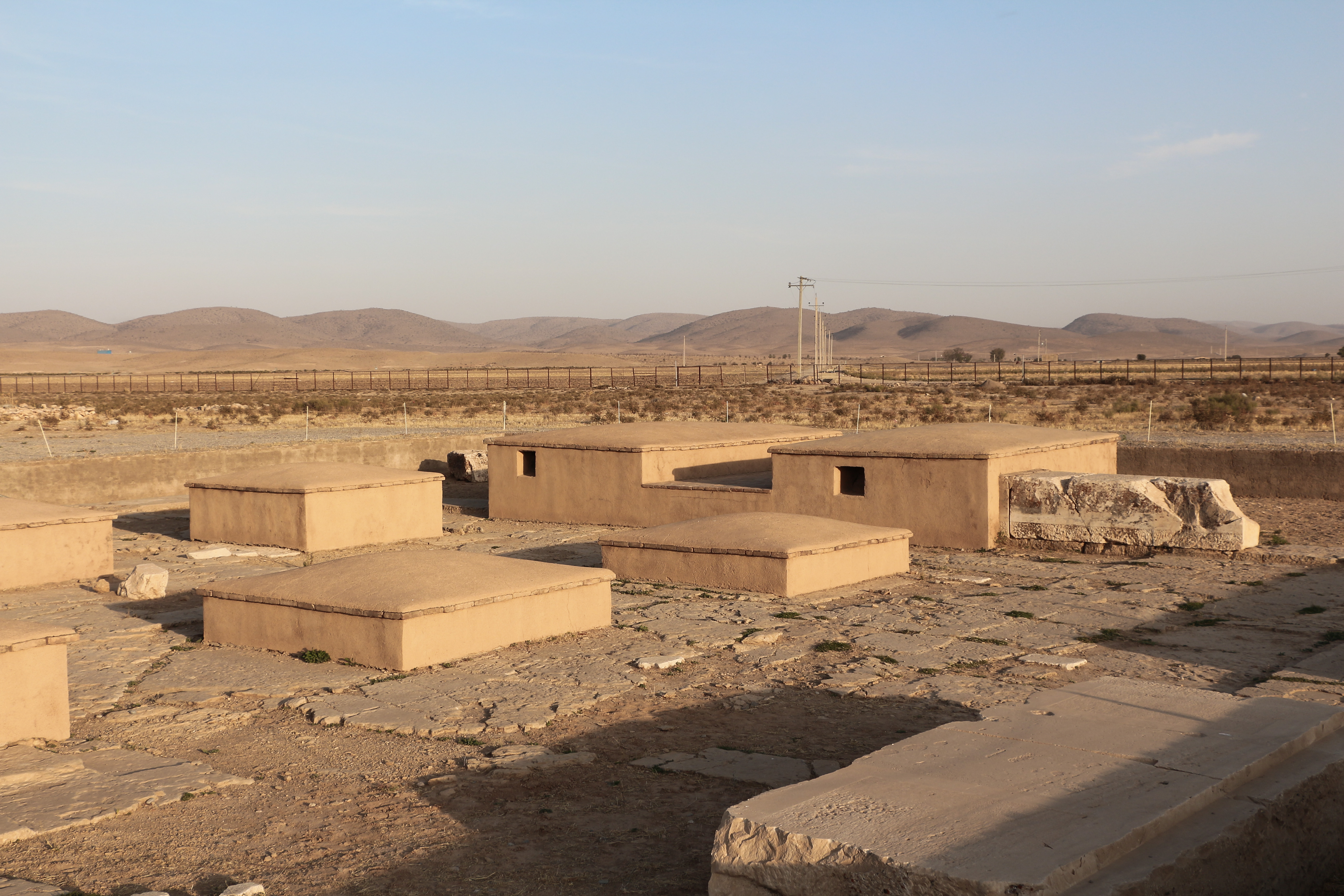
進口大殿。
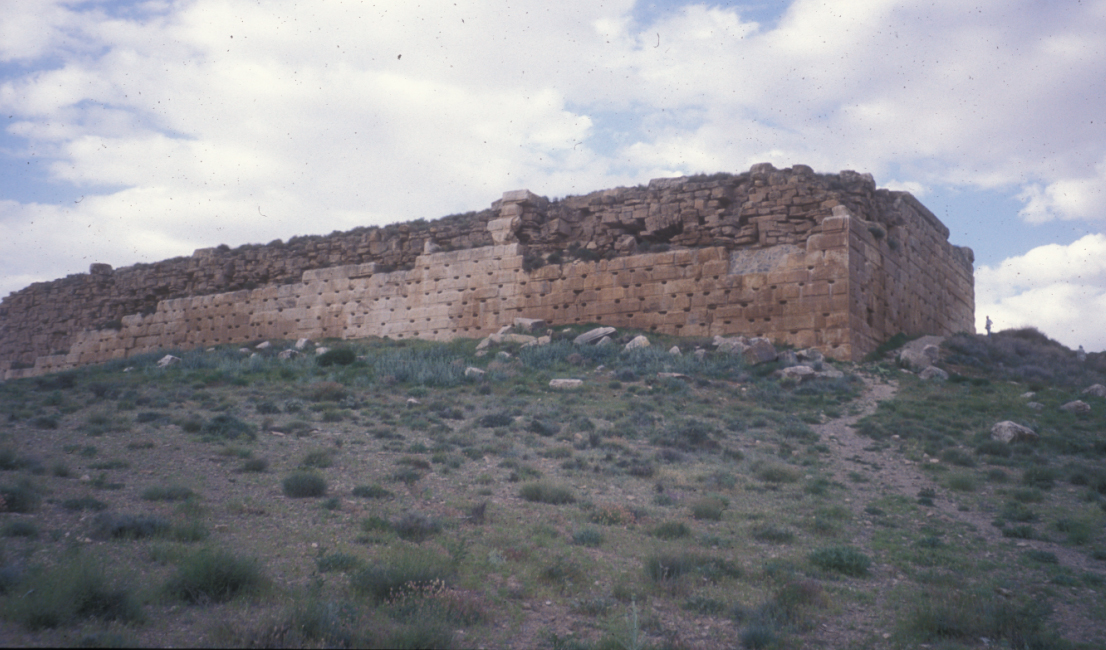
帕薩爾加達要塞，建築模式與希臘雅典衛城不同。
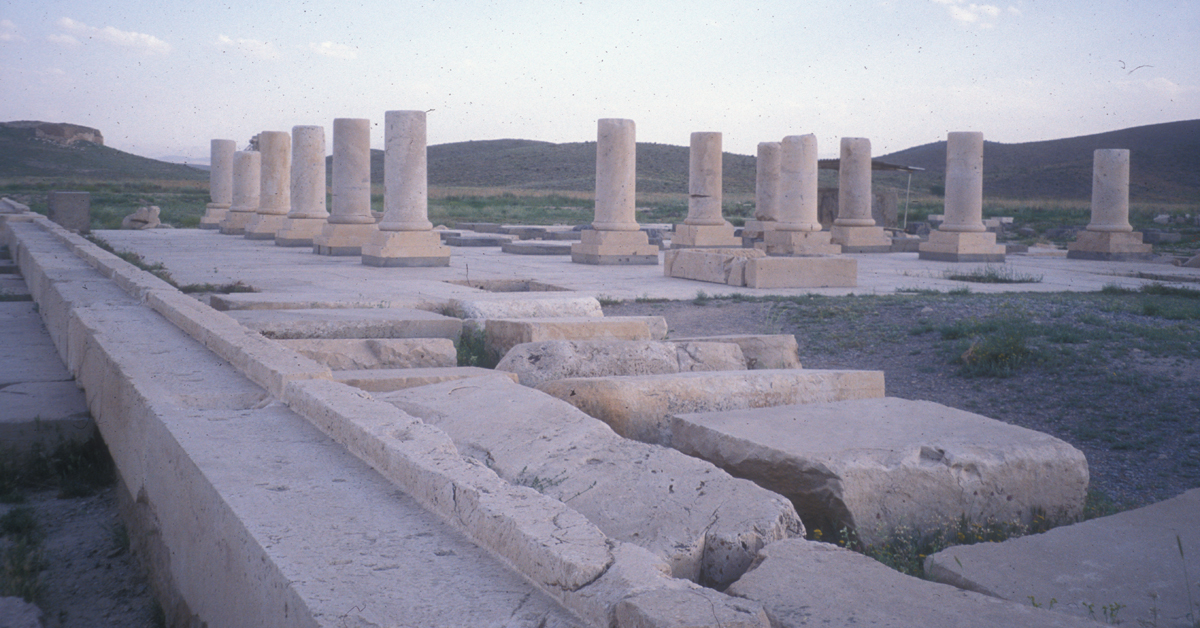
皇帝接見大廳。
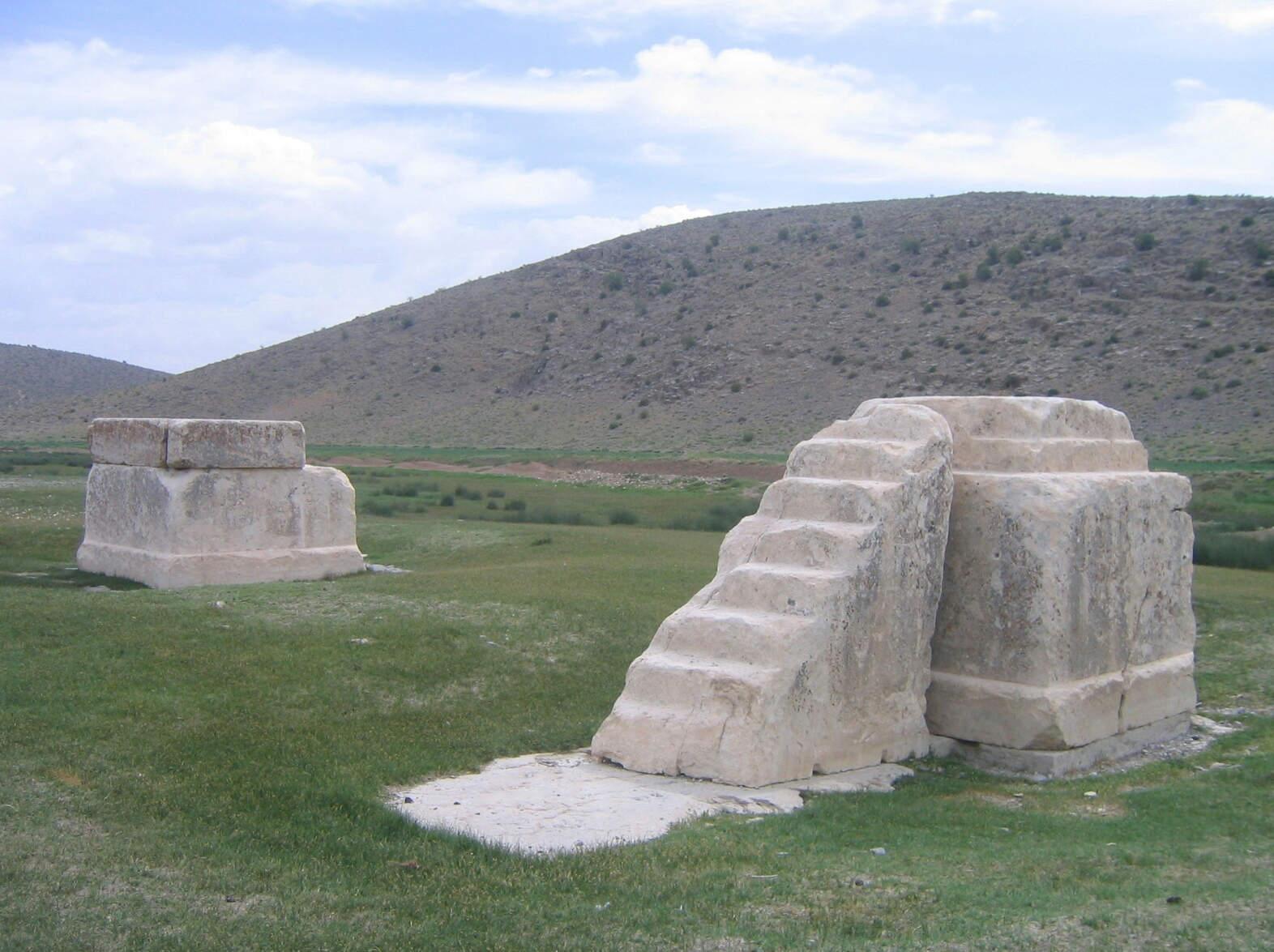
聖所（祭祀者登上此平台從事儀式）